# Gustave Flaubert
Gustave Flaubert [ɡystav flo'bɛ:r] (12. prosince 1821 Rouen – 8. května 1880 Canteleu) byl francouzský spisovatel. Je považován za jednoho z největších a nejvlivnějších prozaiků 19. století a vrcholného představitele literárního realismu. Proslavil se především svým prvním románem Paní Bovaryová (1857) a perfekcionistickým stylem.

## Život
Narodil se v Rouenu do lékařské rodiny, otec Achille Cléophas Flaubert (1784–1846) byl primářem chirurgie místní nemocnice, matka Anne Justine rozená Fleuriot (1793–1872) dcerou lékaře. Měli pět dětí, ale pouze Gustave a jeho starší bratr Achille (1813–1882) se dožili dospělosti. Gustave už v mládí měl literární ambice, v roce 1834 na lyceu v Rouenu založil s přítelem Ernestem Chevalierem ručně psaný časopis, v němž publikoval svůj první veřejný text. Během dospívání psal dramata i prózu. V létě 1836 se při pobytu v Trouville-sur-Mer seznámil s Elisou Schlesingerovou, manželkou německého vydavatele not, a vášnivě se do ní zamiloval. Elise jeho lásku nesdílela, ale zůstali v kontaktu dalších čtyřicet let. Flaubert svůj cit k této ženě, který ovlivnil celý jeho milostný život, později popsal v románu Citová výchova (L'Éducation sentimentale, 1869). V roce 1839 byl z lycea vyloučen pro hulvátství a neposlušnost, maturitou složil externě v následujícím roce.
Od roku 1841 studoval práva v Paříži, kde navázal literární známost s Victorem Hugem. Našel zde i své další celoživotní přátele, ke kterým patřil především spisovatel Maxime Du Camp. Pro nervové záchvaty, epilepsie, se na otcovo přání v roce 1844 vzdal dalších studií a odjel do nového domu svých rodičů v Croissetu s rozhodnutím věnovat se výhradně psaní. Protože byl finančně zabezpečen, mohl si dovolit pracovat na venkově a každé dílo několikrát přepracovávat. V roce 1846 zemřel jeho otec a brzy po něm sestra Karolína ve věku jednadvaceti let. Flaubert se stal poručníkem malé neteře. V roce 1848 ho zasáhla smrt přítele z dětství Alfreda le Poittevin.
Žil samotářsky, přestože měl milostné vztahy s mnoha ženami. Odmítal manželství jako projev měšťáctví, stejně jako každodenní problémy. O jeho zdraví pečovala matka společně s chůvou Julií, která nastoupila do služby k Flaubertovým v roce 1825 a zůstala až do spisovatelovy smrti. Měl celoživotní platonickou lásku (jeho rádkyně Elise Schlesingerová), byla starší o 11 let. V roce 1846 se seznámil s básnířkou Louisou Coletovou. Intimní poměr těchto povahově rozdílných osobností trval téměř deset let s přerušením v období 1848–1851. Až do jejich rozchodu (jeho poslední dopis Louise Coletové byl datován 6. března 1855) s ní Flaubert udržoval bohatou korespondenci, v níž rozvinul svůj pohled na spisovatelovu práci, jemnosti francouzského jazyka a své názory na vztahy mezi muži a ženami.
S přítelem Du Campem v letech 1849–1852 navštívil Itálii, Řecko,Tunis a projel Blízký východ – Cařihrad, Sýrie, Palestina, horní Egypt, kde se nakazil syfilidou.
Od roku 1851 pracoval na románu Paní Bovaryová (Madame Bovary), který se po svém uveřejnění v roce 1856 stal předmětem soudního stíhání, ale nakonec autorovi přinesl trvalou slávu. Na základě vytržených úryvků „lascivních líčení“ milostných dobrodružství hlavní hrdinky byl stíhán pro urážku veřejné mravnosti a manželské instituce. Při soudním líčení v roce 1857 byl zproštěn všech obvinění. Literární úspěch znamenal pro Flauberta i společenský vzestup. Častěji přijížděl do Paříže, kde se setkával s mnohými literáty, např. bratry Goncourtovými, Gautierem, Baudelairem nebo George Sandovou. Stal se pravidelným hostem literárních večeří v pařížských salónech. Velkou literární událostí roku 1862 se stalo vydání Flaubertova románu Salambo. V roce 1864 byl Flaubert představen císaři Napoleonovi III. a roku 1866 jmenován rytířem Řádu čestné legie. Katolická církev však dekretem ze dne 20. června 1864 zařadila Flaubertovy romány Paní Bovaryová a Salambo na Index zakázaných knih.
Přesto, že se stýkal s naturalisty, sám byl původem romantik, ovšem takový, který přišel o iluze, obrátil se k realismu možného a zároveň toužil po objektivním vědeckém pohledu v tvorbě. Byl schopen filozofické a psychologické analýzy – vynikal v ní. Obdiv a přátelství choval k Ivanu Sergejeviči Turgeněvovi a k synovci svého předčasně zemřelého přítele Guy de Maupassantovi, kterého svými radami i pomocí prakticky uváděl do literatury.
V roce 1869 vyšel román Citová výchova, který propadl u čtenářů i kritiky. V následujících letech zemřelo mnoho jeho přátel a roku 1872 i jeho matka. V roce 1874 dokončil a vydal třetí verzi Pokušení svatého Antonína (La Tentation de saint Antoine), hned po neúspěchu jeho hry Kandidát v březnu 1874. Jeho literární tvorba pokračovala knihou povídek, která vyšla v roce 1877 pod názvem Tři příběhy (Trois contes).
Flaubert neuměl hospodařit se svým majetkem a proto ho svěřil do správy manželovi své neteře, který ho riskantními investicemi připravil časem téměř o všechny peníze. V roce 1879 byl nucen přijmout státní penzi, kterou mu vymohli přátelé. Zchudlý a osamělý Flaubert zemřel na záchvat mrtvice v Croissetu roku 1880, uprostřed práce na románu Bouvard a Pécuchet.
Je pochován na hřbitově ve svém rodném městě Rouen.

## Dílo

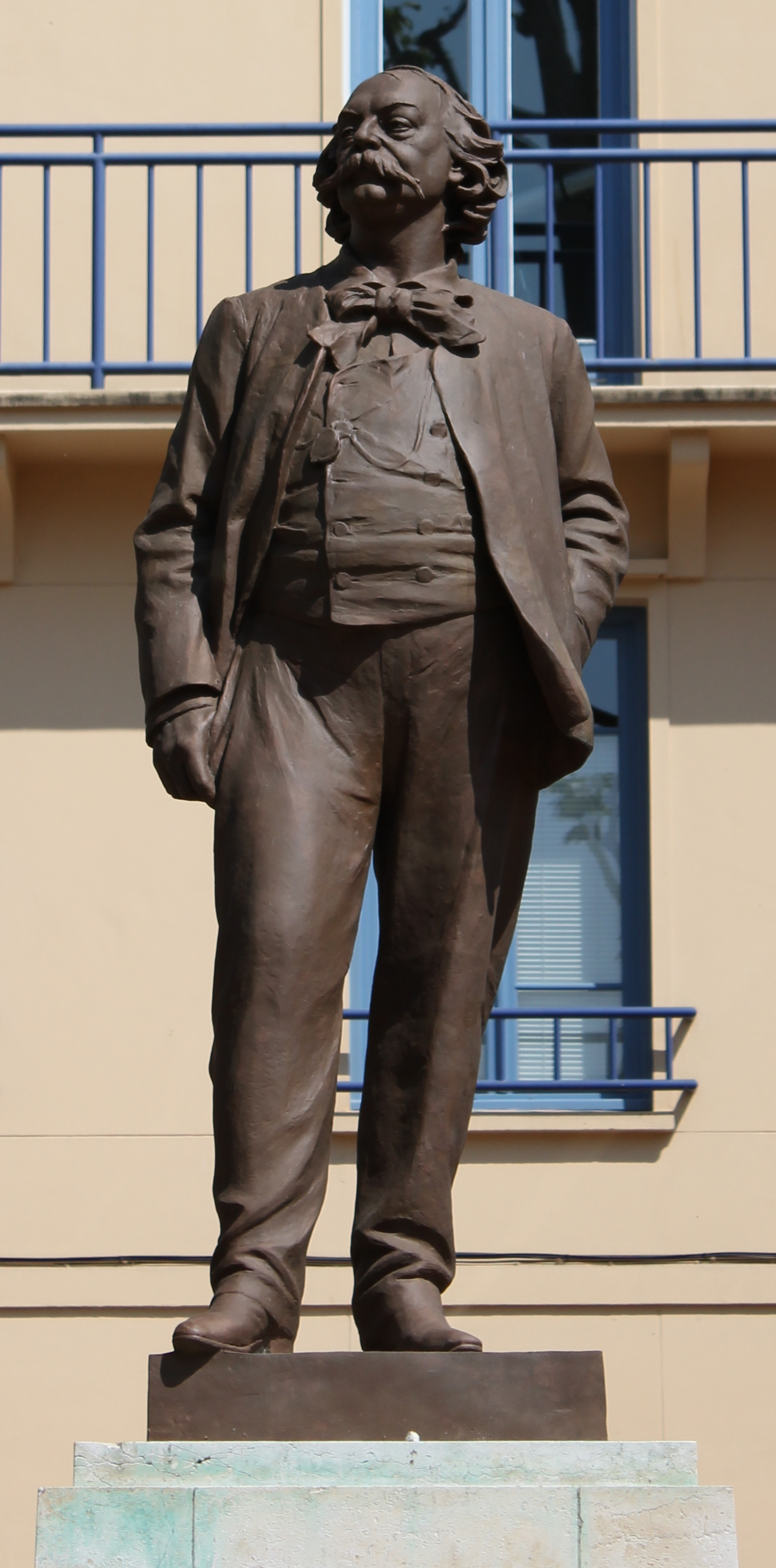
Socha Gustava Flauberta v Rouenu

- Paní Bovaryová, 1857 – román, příběh citového odcizení a manželské nevěry, později začalo být toto dílo uznáváno za vzor realistického románu. Dílo vyšlo původně časopisecky v Revue de Paris v roce 1856. Pro knižní vydání bylo dílo proti původnímu rukopisu radikálně zkráceno. Příběh Emy Bovaryové, ženy venkovského lékaře, která touží po něčem velkém. To jí život na malém městě neumožňuje, a tak východisko hledá v milostných pletkách. Ani ty ji však časem neuspokojují, protože touží po stále čerstvé lásce, která ani není ve skutečném životě možná. Při prvním nárazu s realitou, kdy je konfrontována s důsledky svých činů (dům Bovaryů propadá exekuci, protože se zadlužila, když si finančně vydržovala milence), situaci neunese a spáchá sebevraždu. Román je ukončen smrtí zlomeného manžela Bovaryho. Vynikající psychologie postav, do Emy (Bovaryové) vložil hodně ze sebe. Od hlavní hrdinky byl odvozen termín „bovarysmus“, znamenající útěk z reálného světa k iluzím.
- Citová výchova, 1869 – jedno z nejpesimističtějších děl francouzské prózy. Politická zpověď Flauberta. Popisuje události okolo revolučního roku 1848. Hlavním hrdinou je muž (Frederic) – postava silně autobiografická, který se ze studií dostává do skutečného života a postupně ztrácí své iluze. Propadá zklamání, v jeho životě jsou hlavní citové konflikty. Silně pesimistický obraz společnosti. Fréderic marně, platonicky miluje paní Arnouxovou, a současně přitahován veselou kurtizánou Rosanettou, zmítá se v citových problémech. Flaubert s hlubokou psychologickou znalostí a porozuměním sleduje Frédericův citový život, probíhající střídavě v nejrůznějších polohách: láska a nadšení, zklamání, sebedůvěra vzbuzená bezvýznamnou událostí či slovem obdivované ženy, nesmělost, váhavost, zoufalství z nepatrného či jen zdánlivého neúspěchu. Současně s citovým životem Frédericovým probíhá onen „román o politické moci“. Záporně jsou zobrazeni různí demokraté a socialisté. Z Flaubertových pozic si katolictví a socialismus podávají ruce, neboť obojí se obrací k davu a ne k elitě. Stejně jako socialismus, i demokracie, císařství, policie a politika vůbec jsou pro Flauberta projevem téhož „davového“ principu, představujícího pro myslící a povznesenou elitu nesnesitelnou diktaturu.

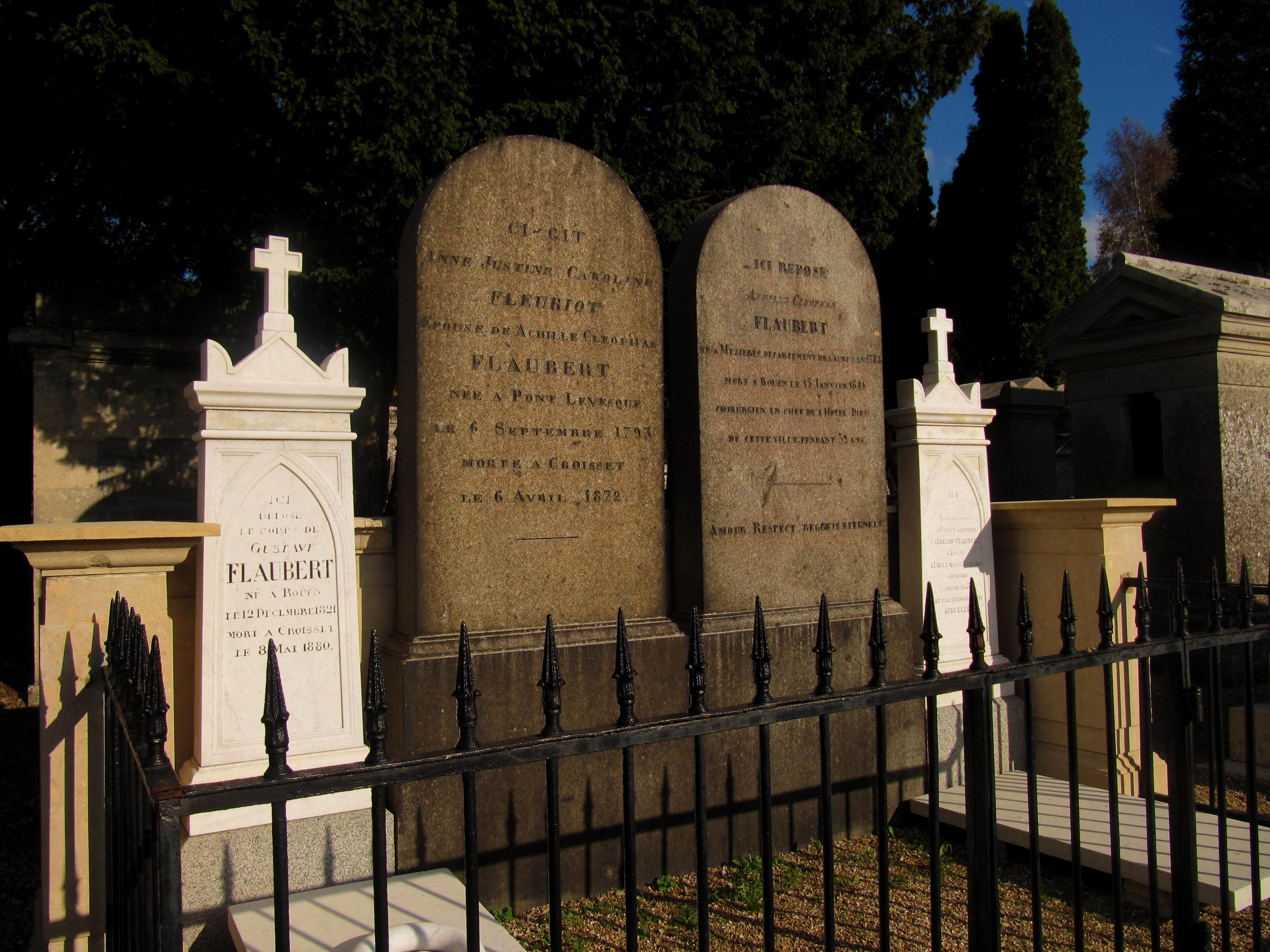
Hrob Gustava Flauberta a jeho rodiny na hřbitově v Rouenu (Cimetière Monumental de Rouen)

- Salambo, 1862 – historický román ze starověkého Kartága. Vzpoura žoldnéřů proti Kartágu. Název je odvozen podle jména hlavní hrdinky – dcery hlavního vojevůdce Kartaginců. Zamiluje se do vůdce vzbouřenců. Líčí prostředí, zajímavé postavy, davové scény a otrokářství.
- Pokušení svatého Antonína,  1851 – dramatický text popisující v groteskním světle pokušení provázející askezi raně křesťanského sv. Antonína. Je konfrontován nejen s "nepravými" kulty, bohy a sektami, ale také s celou tehdejší diskusí kolem výkladu Písma a života Krista. Setkává se tak s pohanskými bohy, s gnostiky, ariány atd., v závěru i s bájnými zvířaty a alegorickými postavami Ďábla, Vilnosti a Smrti. Vše se fiktivně odehraje během jediné noci, kdy je pochybami zkoušený Antonín vystaven mnoha, velmi obrazně propracovaným, halucinacím a vizím.
- Tři povídky, 1877 (Prosté srdce, Sv. Julián Pohostinný, Herodias)
- Bouvard a Pécuchet, 1881 – poslední, nedokončený román. Je o dvou vysloužilých písařích, kteří dobu, po kterou jsou v důchodu, věnují usilovnému studiu. Nic se jim ale nedaří a vždy se dočkají pouze posměchu. V Československu byl v roce 1972 zpracován jako televizní seriál Byli jednou dva písaři (režie Ján Roháč, v hlavních rolích Jiří Sovák a Miroslav Horníček).

## Česká vydání
- Pokušení svatého Antonína – Praha: Vzdělávací bibliotéka, 1897[3]
- Paní Bovaryová: román – Praha: Časopis č. studentstva, 1892[4]
- Povídky Gustava Flauberta – přeložil A. Z. Praha: Jan Otto, 1894[5]
- Salambo – přeložil F. V. Krejčí. Praha: František Šimáček, 1896[6] — Hejda a Tuček, 1914[7]
- Výchova sentimentální: historie mladíka – přeložil Stanislav Mašek. Praha: J. Otto, 1898[8]
- Prosté srdce – přel. Marie Majerová. Praha: J. Otto, 1910
- Herodias – in: 1000 nejkrásnějších novel... č. 13, úvod František Sekanina, přeložil Josef Marek. Praha: J. R. Vilímek, 1911
- Mladého Flauberta Zápisky z cest – Bílovice n. Svitavou: S. K. Neumann, 1912
- Paměti bláznovy: román – přeložil Arnošt Procházka: Praha: Kamilla Neumannová, 1912?[9]
- Paní Bovaryová: román – přeložili Bořivoj M. Weigert a Karel Dyrynk. Praha: Hejda a Tuček, 1913?
- Paní Bovaryová: román – přeložili František Flos a Antonín Sellner. Praha: František Topič, 1913[10]
- Legenda o svatém Julianu Hostiteli – překlad Jiří Bureš. Habry: Literární fond Kola spisovatelů, 1914[11]
- Un coeur simple – pro české střední školy vydal s úvodem, poznámkami a slovníčkem František Grepl. Praha-Karlín: Emil Šolc, 1914?
- Salambo – přeložila Jaroslava Votrubová-Veselá; úvodní studii napsal F. X. Šalda: Praha: Alois Hynek, 1915
- Listopad – přeložil Jan Chvojan. Praha: Hejda a Tuček, 1916[12]
- Bouvard a Pécuchet: román –přeložil Otakar Kunstovný. Hradec Králové: Bohdan Melichar, 1917
- Bouvard a Pécuchet: román – přeložila Jaroslava Vobrubová-Veselá. Praha: A. Hynek, 1918
- Citová výchova: (znění z r. 1845) – přeložila Jaroslava Vobrubová-Veselá; úvod napsal Karel Čapek. Praha: A. Hynek, 1918
- Tanec mrtvých – přeložil Otokar Levý. Praha: Alois Srdce, 1919
- Madame Bovary – 32 s. Plzeň: Český deník, 1920
- Paní Bovaryová: venkovské mravy: román – přeložila Jaroslava Votrubová-Koutecká: Praha: A. Hynek, 1920
- Paní Bovaryová: obraz provinciálních mravů francouzských – předmluva Adolf Gendry; přeložil Karel Vít. Praha: Kraft a Koland, 1920
- Pokušení sv. Antonína – přeložila Marie Malá. Praha: Jindřich Bačkovský, 1921
- Pokušení svatého Antonína – přel. Jiří Borecký; grafická úprava Josef Čapek. Praha: Rudolf Škeřík, 1921[13]
- Julien – přeložila B. Pacáková-Pasovská. Praha: Rudolf Šimek, 1922
- Listy lásky: výbor z correspondence s paní X – přeložil Otokar Levý. Praha: R. Škeřík, 1923
- Salambo – přeložil R. Ondrák. Praha: Jaroslav Havránek, 1924
- Legenda o svatém Juliánovi Pohostinném – přeložil Josef Kopal; pěti rytinami a třemi kresbami vyzdobil Jan Konůpek. Praha: Alois Dyk, 1925
- Smarh: staré tajemství – přeložila Vojtěška Vaněčková; upravil Jan Konůpek. Praha: R. Škeřík, 1925[14]
- Výchova srdcem: román – přel. Jaroslava Votrubová-Koutecká. Praha: A. Hynek, 1925
- Salambo – přeložili František V. Krejčí a Miloslav Novotný; Ilustroval Jan Konůpek. Praha: B. M. Klika, 1926
- Legenda nebo sv. Julian Pohostinném – přeložil Otto F. Babler. Olomouc: Lidové závody tiskové a nakladatelské, 1927
- Rozhovory aneb umění, Bohu, životě a lidstvu – přeložil Otokar Levý. Praha: R. Škeřík, 1927[15]
- Pokušení svatého Antonína – přeložil Oskar Reindl; kresbami vyzdobil J. Konůpek. Praha: A. Hynek, 1929
- Kandidát. Zámek srdcí. Slabé pohlaví – přeložil Zdeněk Schmoranz. Praha: Otakar Štorch-Marien, 1930
- Přeludy života – přeložil Arnošt Bareš; redakce Otokar Šimek; úprava F. Muzika. Praha: O. Štorch-Marien, 1930
- Korespondence – vybral a přeložil Otokar Šimek. Praha: O. Štorch-Marien, 1930
- Cestovní deníky: cesta v kruhu rodinném: Orient – Karthago: výbor – přeložil Norbert Havel; doslov Otokar Šimek. Praha: O. Štorch-Marien, 1930
- Citová výchova: historie mladého muže – přeložila Stáša Jílovská. Praha: O. Štorch-Marien, 1930
- Herodias – přeložila B. Mašínová. Praha: Josef Hoker, 1930
- Krajem a pobřežím – přeložil Vladimír Raffel; doslov Otokar Šimek. Praha: O. Štorch-Marien, 1930
- Legenda o svatém Juliánovi Pohostinném – přeložil Josef Zeman: Libštát: Vojtěch Hanč, 1930
- Na pensi: (Bouvard a Pécuchet) – přel. Jarmila Pospíšilová. Praha: O. Štorch-Marien, 1930
- Paměti bláznovy. Smarh. Listopad – přeložili Arnošt Procházka, Jan Čep a Arnošt Bareš. Praha: O. Štorch-Marien, 1930
- Paní Bovaryová: venkovské mravy – přeložila Růžena Thonová. Praha: O. Štorch-Marien, 1930
- Paní Bovaryová – přeložil Živan Vodseďálek; ilustroval Teodor Pchálek. Praha: Rodinná knihovna, 1930
- Prosté srdce – přeložil Josef Menzel, Praha: Rodinná knihovna, 1930
- Pokušení sv. Antonína – přeložil František Jelínek. Praha: O. Štorch-Marien, 1930[16]
- Prosté srdce. Legenda o svatém Juliánu Pohostinném. Herodias – přel. M. Úlehlová-Tilschová; doslov napsal Otokar Šimek. Praha: O. Štorch-Marien, 1930
- Salambo: román – přel. Marie Šmrhová. Praha: B. Kočí, 1930
- Salammbo – přeložil Otto Rádl. Praha: O. Štorch-Marien, 1930
- Paní Bovaryová – přeložila Jaroslava Vobrubová-Koutecká; studii o autorovi a jeho díle napsal Pavel Eisner. Praha: Rudolf Kmoch, 1947
- Salambo – přeložila Jarmila Blažková. Praha: Československý spisovatel (ČS), 1949
- Paní Bovaryová: mravy francouzského venkova – přeložil Miroslav Jirda; ilustroval Josef Liesler; předmluvu napsal Josef Pospíšil; vysvětlivkami opatřil Karel Štrauch. Praha: Práce, 1952
- Prosté srdce – přeložila Vendulka Tůmová. Praha: ČS, 1958
- Citová výchova – přeložila Marie Kornelová; doslov napsal Jan Cigánek. Praha: SNKLHU, 1959
- Paní Bovaryová: divadelní hra o 4 dějstvích, 15 obr. – přel. B. Jirda; dramatisace Miloslava Stehlíka. Praha: Dilia, 1959
- Deset francouzských novel – [... Gustave Flaubert – Herodias, přeložil Karel Růžička, kresba Františka Tichého ...]. Praha: ČS, 1959
- Bouvard a Pécuchet – přeložila Věra Smetanová; předmluvu napsal Josef Kopal. Praha: SNKLHU, 1960
- Salambo – přeložil Jiří Konůpek. Praha: Lidová demokracie, 1962
- Slovník přejatých myšlenek – přeložil a uspořádal Josef Pospíšil. Praha: Odeon, 1967
- Dopisy – vybral, uspořádal a doslov napsal Jiří Konůpek; přeložila a životopisným přehledem doplnila Eva Formanová. Praha: Mladá Fronta, 1971
- Paní Bovaryová – přeložila Eva Musilová; doslov napsal Jiří Pechar. Praha: Odeon, 1973
- Tři povídky – přel. Marie Kornelová (Prosté srdce a Legenda o svatém Juliánu Pohostinném) a Marie Bieblová (Herodias); [+ Jiří Pechar: Legendy ateistovy], ilustrace Hermína Melicharová. Praha: Odeon, 1975
- Paní Bovaryová: hra o 3 dějstvích a 20 obrazech podle románu Gustava Flauberta – Gaston Baty; přel. Ida de Vries. Praha: Dilia, 1978
- S mým srdcem nelze si jen hrát [zvukový záznam]: pět příběhů o lásce [Byron, Lenau, Flaubert, d’Annunzio, Zuckmayer] – Thea Leitner. Praha: KTN K. E. Macana, 2002
- Dílo je vše – vybral a uspořádal Stanislav Kolíbal; z překladu Otakara Šimka upravili Stanislav Kolíbal a Martin Souček. Praha: Arbor vitae, 2005
- Byli jednou dva písaři – režie: Jan Roháč; scénář: Jaroslav Dietl. Praha: Česká televize, 2009
- Paní Bovaryová – přeložila Dana Melanová. Praha: Odeon, 2012
- Byli jednou dva písaři: Bouvard a Pécuchet – přeložil Jiří Žák. Praha: XYZ, 2013
- Paní Bovaryová: hořký příběh o sladké dívce a její ztrátě iluzí: premiéra 16. listopadu 2017; překlad Dana Melanová. Ostrava: Národní divadlo moravskoslezské, 2017
- Paní Bovaryová – přeložil Tomáš Havel. Praha: CooBoo, 2024
- Paní Bovaryová – premiéry 14. a 15. listopadu 2024; překlad románu Miloslav Jirda; malba: Ester Knapová; grafika: Eva Chudomelová. Praha: Národní divadlo, 2024

## Fotogalerie

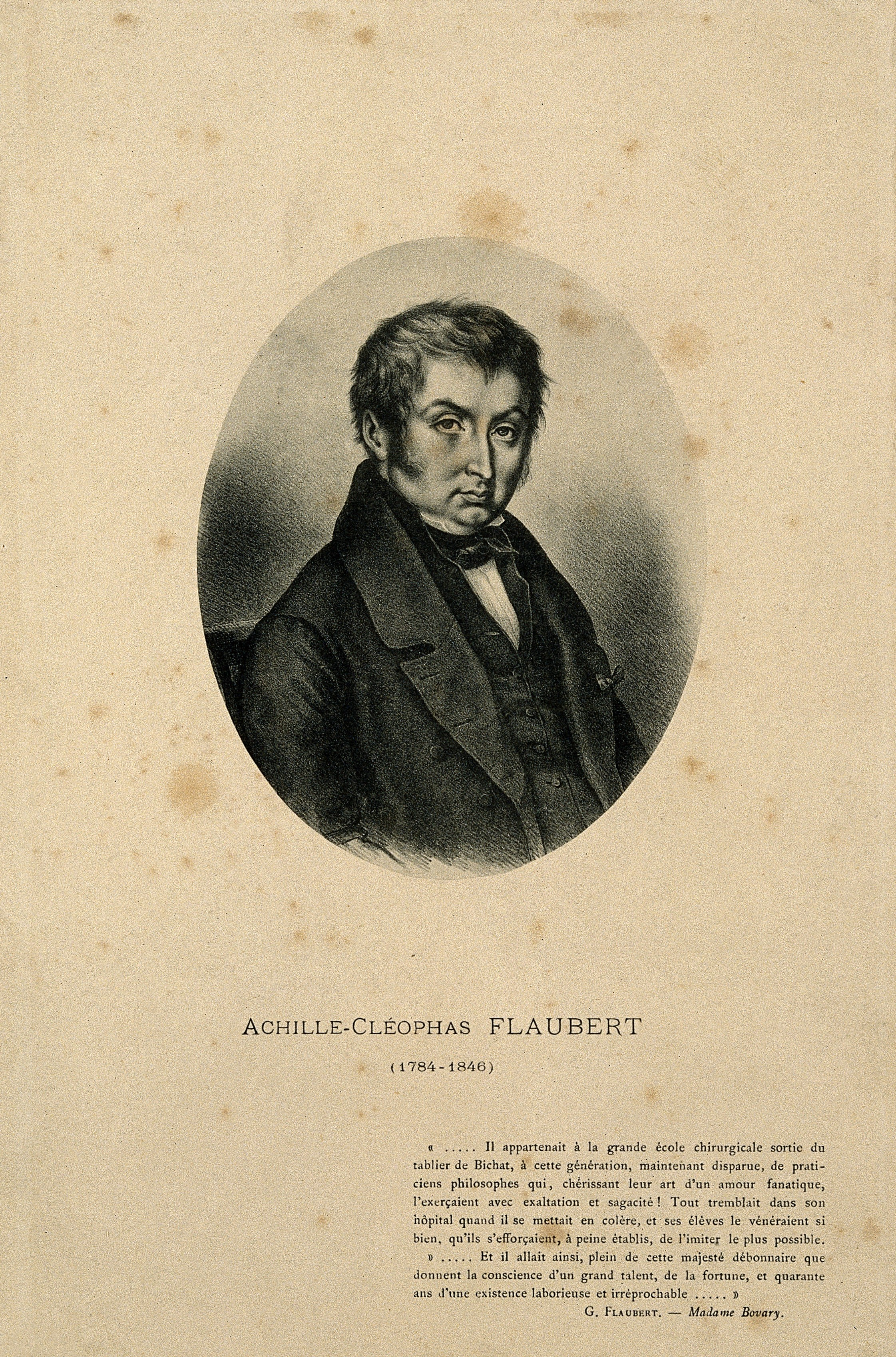
Otec Achille-Cléophas Flaubert (1784–1846)
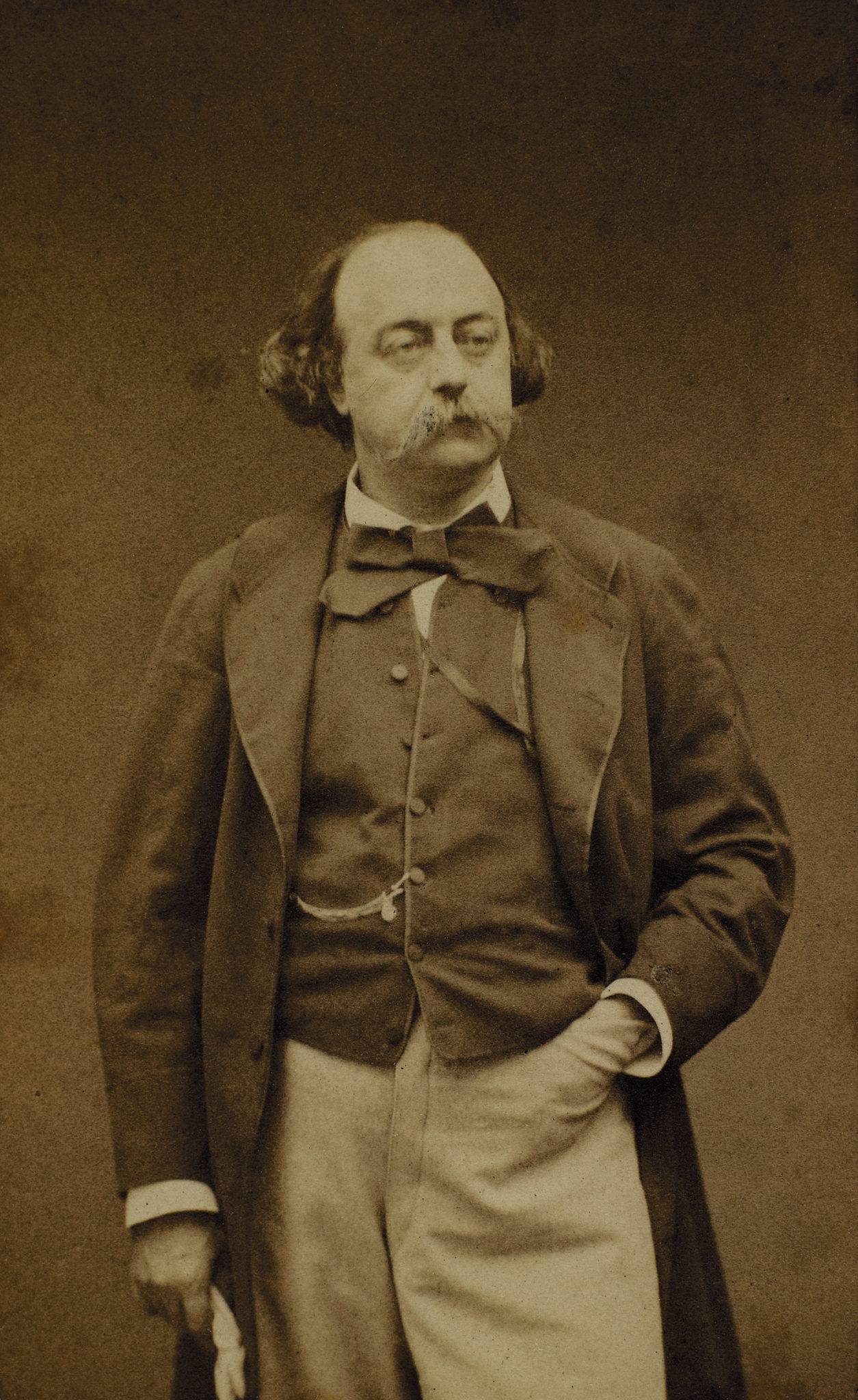
Gustave Flaubert
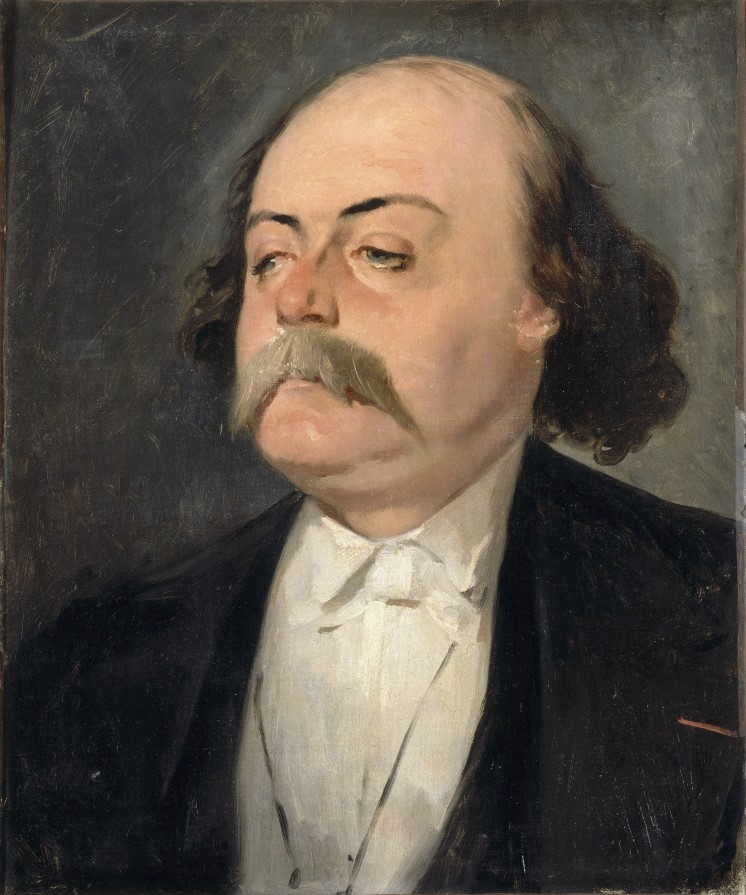
Gustave Flaubert
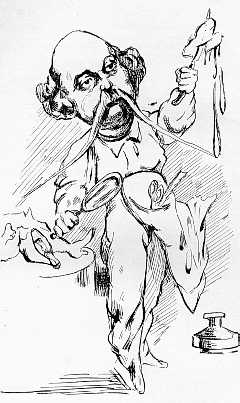
Karikatura Gustava Flauberta